# Mario Marini (calciatore 1929)
Mario Marini (San Martino Buon Albergo, 26 maggio 1929) è un ex calciatore e allenatore di calcio italiano, di ruolo difensore.

## Caratteristiche tecniche
Giocava come centromediano.

## Carriera

### Club
Nato in provincia di Verona, Marini crebbe nel settore giovanile dell'Hellas Verona; in seguito giocò nel Cologna Veneta, mentre nella stagione 1948-1949 giocò 2 partite in Serie B con il Vicenza. Tornò poi a Verona nella stagione 1951-1952: la sua annata d'esordio in seconda serie lo vide titolare della compagine veneta, con 29 presenze su 38. Per il torneo seguente Marini venne confermato tra i titolari, e giocò 33 incontri; nel 1953-1954 le gare furono 31. L'ultimo campionato in B con il Verona fu quello del 1954-1955, in cui Marini fu impiegato in 11 partite. Conclusa la sua esperienza con il Verona, Marini contava 104 presenze in Serie B.
Lasciato il capoluogo scaligero, nel 1955 si trasferisce alla Pro Patria e l'anno successivo passa al Marsala.